# 777

## Nașteri
- dată necunoscută: Pepin de Italia  (d. 810)